# Bildpunktgeometrie
Bildpunktgeometrie oder Pixelgeometrie bezeichnet das Verhältnis von Breite zur Höhe eines Bildpunktes auf einem Fernseh- oder Computerbildschirm.
Bei den in Europa gültigen SDTV-Fernsehnormen beträgt das Seitenverhältnis 1,064:1. LCDs hingegen besitzen und HD-Sender senden jedoch quadratische Bildpunkte.  Bei Computerbildschirmen ist ebenso ein Seitenverhältnis von 1:1 üblich. Um eine Bildverzerrung zu vermeiden, muss das gesendete SD-Fernsehbild für den LC- oder Computermonitor bzw. das HD-Signal für ein SD-Gerät umgerechnet werden.